# Реёвец (гмина)
Реёвец (пол. Rejowiec) — городско-сельская гмина (волость) в Польше, входит как административная единица в Хелмский повет, Люблинское воеводство. Население — 6763 человека (на 2004 год).

## Соседние гмины
1. Гмина Хелм
2. Гмина Красныстав
3. Гмина Лопенник-Гурны
4. Гмина Реёвец-Фабрычны
5. Реёвец-Фабрычны
6. Гмина Сенница-Ружана